# Nueva Belgrado
Novi Beograd (en cirílico, Нови Београд), que significa «Nueva Belgrado» en serbio, es un municipio de Serbia situado en la ribera izquierda del río Sava. Es uno de los diez municipios que constituyen el área urbana de Belgrado. En 2002 Novi Beograd contaba con 217 773 habitantes.
Novi Beograd cuenta con varios rascacielos, y en ella se localizan varias industrias. También es sede de un museo de arte contemporáneo así como de una arena de espectáculos.

## Geografía

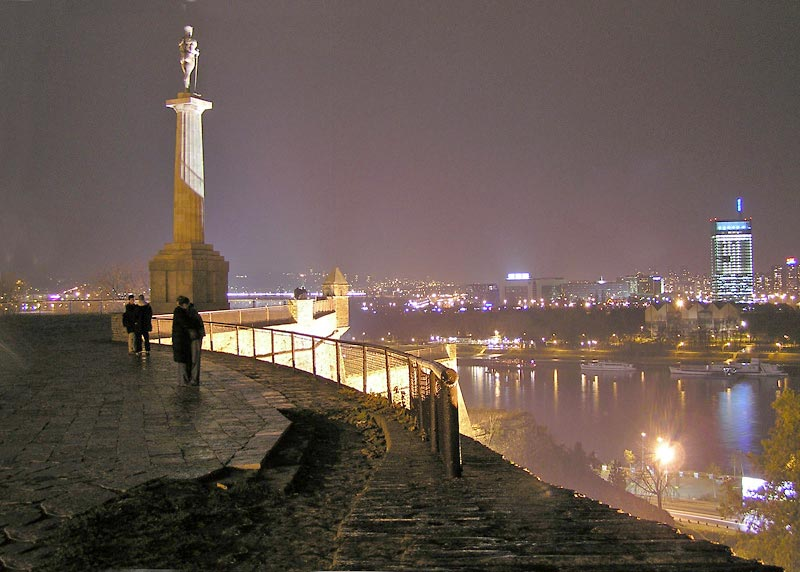
Vista nocturna de Novi Beograd desde el parque Kalemegdan en Belgrado, a la derecha se aprecia la Torre Ušće, el edificio más alto del país.

Novi Beograd se localiza en la parte oriental de la región de Sirmia. Está situado al oeste de la ciudad de Belgrado con la que la conectan cinco puentes (se proyecta un sexto) a través del río Sava, siendo los más importantes el puente Gazela, el puente de Branko y el moderno puente Ada. La ruta 75 europea la cruza por el medio.
La ciudad está construida en su mayor parte sobre terreno pantanoso. El 8,5% del territorio de Novi Beograd está conformado por áreas verdes.

## Historia

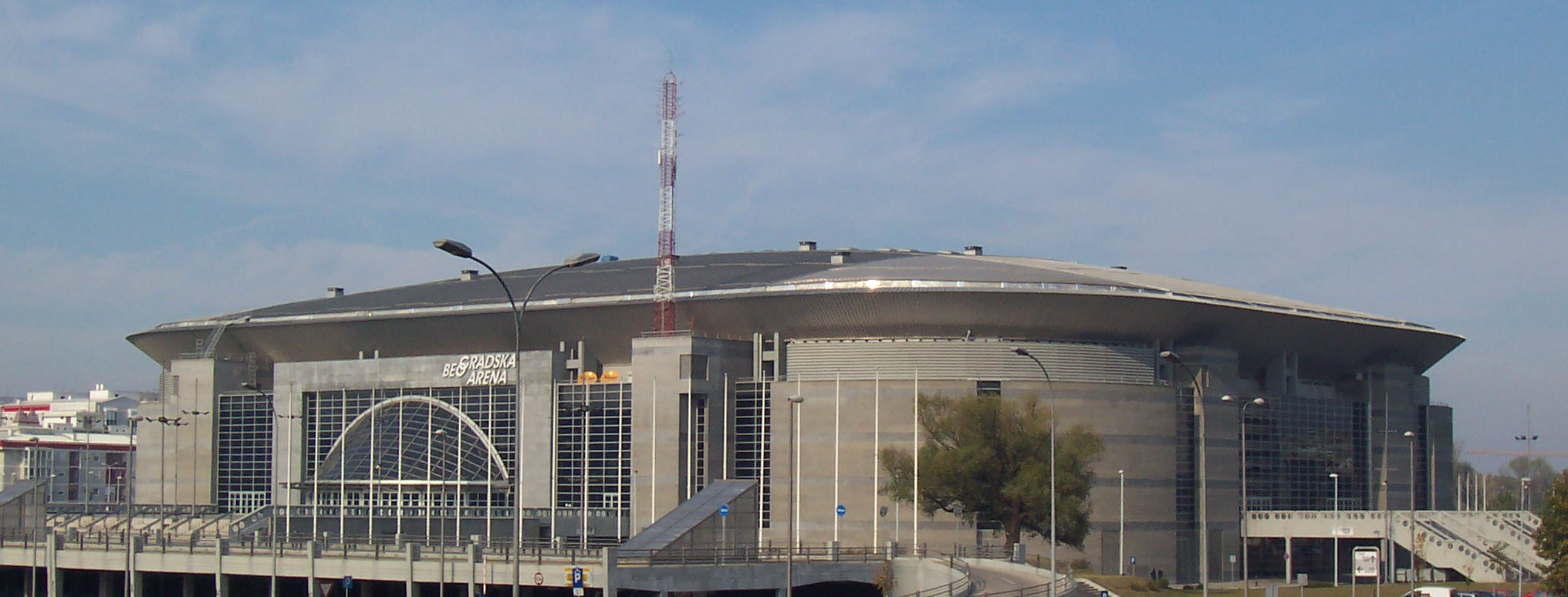
Belgrado Arena.

En la actual locación de Novi Beograd sólo la villa de Bežanija existía antes del siglo XX. 
Entre ambas guerras mundiales, algunos establecimientos comenzaron a desarrollarse en el sitio del actual barrio de Staro Sajmište, del cual el gobierno comenzó a hacer planes de desarrollo; sin embargo, los alemanes invadieron Yugoslavia en 1941 y la Gestapo estableció cuarteles en Staro Sajmište, incluso abriendo un campo de concentración en dicha localidad.
Tras la guerra, un enorme proyecto de desarrollo urbano fue inaugurado en 1948 dando origen a la actual Novi Beograd. En 1999 Novi Beograd fue uno de los objetivos de los ataques aéreos de la OTAN, sufriendo bombardeos en plantas eléctricas así como en la Torre Ušće (que no lograron destruir) y la embajada de China, entre otros lugares.